# Johannes Bloemen
Johannes Dirk Bloemen (Amsterdam, 26 maggio 1864 – Alkmaar, 15 marzo 1939) è stato un nuotatore olandese.

## Carriera
Partecipò alle gare di nuoto e di pallanuoto della II Olimpiade di Parigi del 1900.
Prese parte alla finale dei 200 metri dorso, dove arrivò quarto, nuotando in 3'02"2, dopo aver vinto la semifinale, in 3'09"2.